# Halme atrocoerulea
Halme atrocoerulea är en skalbaggsart som beskrevs av J. Linsley Gressitt 1939. Halme atrocoerulea ingår i släktet Halme och familjen långhorningar. Inga underarter finns listade i Catalogue of Life.